# DVB-S
DVB-S je izvorni DVB standard za kodiranje i modulaciju satelitske televizije i primjenjuje se od 1995. za satelitske prijenose koji pokrivaju područja na svim kontinentima svijeta. Za transportno kodiranje DVB-S koristi MPEG-2, a radi u frekvencijskom opsegu od 11/12 GHz.

## Poveznice
- DVB
- DVB-C